# Цуеј Ђуенминг
Цуеј Ђуенминг (кин: 崔俊明, пинјин Cui Junming; 17. август 1996) кинески је пливач чија специјалност су спринтерске трке делфин стилом. 

## Спортска каријера
Током каријере углавном је наступао на такмичењима светског купа.
Пливао је за Кину на светском првенству у корејском Квангџуу 2019. где је наступио у квалификацијама трке на 50 делфин које је окончао на укупно 23. месту у конкуренцији 95 пливача.